# وانو-له-دام
ونولت لاس دمس (به فرانسوی: Vanault-les-Dames) یک کامین در فرانسه است که در Canton of Heiltz-le-Maurupt واقع شده‌است.

## خصوصیات
ونولت لاس دمس ۱۹٫۹۷ کیلومترمربع مساحت و ۳۵۷ نفر جمعیت دارد.